# Nineteenth-Century French Studies
Nineteenth-Century French Studies es una publicación académica independiente bianual de revisión por pares dedicada a la literatura francesa del siglo XIX y campos relacionados. Es publicada en inglés y francés por la University of Nebraska Press. La revista publica reseñas de libros en su web. Es indexada por Scopus, Arts & Humanities Citation Index, y Current Contents/Arts & Humanities.

## Redactor jefe
El redactor jefe es Seth Whidden (The Queen's College, Universidad de Oxford). Han sido editores Thomas H. Goetz (State University of New York at Fredonia, 1972-1999) and Marshall C. Olds (Universidad de Nebraska-Lincoln, Universidad Estatal de Míchigan, 1999-2014).